# Amador Menéndez Velázquez
Amador Menéndez Velázquez (Las Regueras, 1969) es un investigador y divulgador científico español. 

## Trayectoria
Licenciado y Doctor en Química por la Universidad de Oviedo, en la actualidad investiga en el Centro Tecnológico IDONIAL (Asturias). Ha investigado en el Consejo Superior de Investigaciones Científicas (CSIC), el Laboratorio Europeo de Radiación de Sincrotrón (ESRF) y el Instituto Tecnológico de Massachusetts (MIT). Precisamente en el MIT y junto con otros cinco investigadores, en mayo de 2010 establecía el récord mundial de eficiencia en la captura de energía solar. Sus líneas de investigación se centran en los materiales inteligentes y la nanófotónica. Encuentran aplicación en ámbitos como el mencionado de la energía, eficiencia energética y salud humana. Ha recibido el Premio Nacional de Arquitectura Avanzada 2018, modalidad de innovación, el Premio Nacional en Ciencia y Tecnología de Materiales 2021, y la Placa de Honor de la Asociación Española de Científicos 2023, entre otros reconocimientos. 
Esta labor investigadora la compagina con la divulgación científica, aspecto que también ha sido reconocido con numerosos galardones como el Premio Nacional de Periodismo Científico 2025, otorgado por Transfiere, Foro Europeo para la Ciencia, Tecnología e Innovación, el Premio Nacional a la Difusión de la Ciencia 2018, otorgado por la Confederación de Sociedades Científicas de España, el Premio Europeo de Divulgación Científica 2009, el Premio Prismas de la Fundación Española para la Ciencia y la Tecnología 2013, el Premio Iberoamericano de Comunicación 2016 y el Premio Internacional de Ensayo Jovellanos 2017 por su libro “Historia del futuro. Tecnologías que cambiarán nuestras vidas”.

## Libros
- Una revolución en miniatura. Nanotecnología al servicio de la humanidad, año: 2010
- Historias del futuro. Tecnologías que cambiarán nuestras vidas, año: 2017. Galardonado con el Premio Internacional de Ensayo Jovellanos.

- Datos: Q41777164